# Proposta Larida

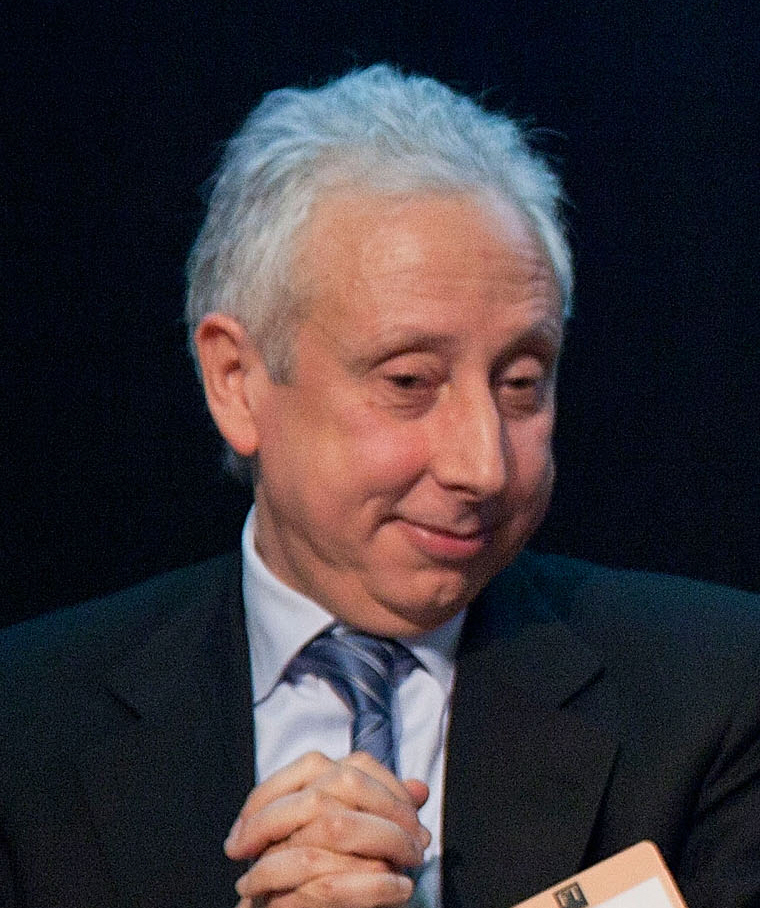
Pérsio Arida em 2011

A Proposta Larida, também chamada de Plano Larida, foi um plano de estabilização monetária concebido por Pérsio Arida e André Lara Resende em 1984. O plano previa a criação de uma moeda indexada que circularia paralelamente ao Cruzeiro. Visando o controle da inflação, a proposta serviria de inspiração para o Plano Real.

## Contexto
Na década de 80, o Brasil lidava com problemas recorrentes de inflação. Debates sobre a estabilização monetária proliferaram nesse período, em que verificou-se o surgimento da teoria da inflação inercial. A principal contribuição dessa teoria foi o entendimento de que um sistema complexo de indexação havia sido criado no Brasil desde 1964 para lidar com as altas e imprevisíveis taxas de inflação brasileira. Como contratos previam reajustes de valores nominais em um curto espaço de tempo, a indexação fazia com que a inflação corrente fosse igual a inflação passada, perpetuando o processo inflacionário. Dessa forma, entendia-se que para combater a inflação, era necessário interromper a inflação inercial. Grande parte desse desenvolvimento teórico ocorreu entre economistas da PUC-RJ, entre os quais estavam Pérsio Arida, André Lara Resende, Edmar Bacha e Francisco Lopes. A proposta Larida surge de um trabalho conjunto de Arida e Lara Resende. O nome foi dado por Rudiger Dornbusch após a apresentação de paper pelos autores em conferência internacional.
Nos anos 80, Lara Resende e Arida avaliaram negativamente as propostas ortodoxas, apoiadas pelo FMI e por diversos bancos centrais, de que o combate a inflação dependeria unicamente de uma política fiscal restritiva. Eles argumentaram que esse visão ignorava o fator inercial presente na inflação brasileira, e que um ajuste fiscal traria prejuízos econômicos e sociais ao país. Além disso, acreditavam que a situação fiscal brasileira estava relativamente sob controle, com parte das despesas públicas sendo comprometidas pelo processo inflacionário. Posteriormente, após o fracasso do Plano Cruzado, Arida reavaliou essa posição, reconhecendo que seria necessário um ajuste fiscal adequado para findar a inflação.
Os economistas também avaliaram uma outra proposta, que veio a ser conhecida como "choque heterodoxo", avançada por Francisco Lopes. Se por um lado, consideraram que o diagnóstico de uma inflação inercial estava correto, por outro mostraram-se céticos em relação ao mecanismo de congelamento de preços e salários que deveria romper com a indexação da economia. Arida e Lara Resende entendiam que um plano de estabilização monetária deveria ser neutro, ou seja, seu objetivo não era buscar uma redistribuição de renda; o choque heterodoxo dificilmente seria neutro, pois o congelamento a qualquer momento, em uma situação de inflação elevada, resultaria em distorções de preços relativos.

## Proposta

### Premissas
A proposta Larida partia de três premissas:
- A situação fiscal do país estava estável, sem que os déficits públicos causassem uma pressão de demanda;

- Não havia pressões de oferta;
- A inflação brasileira era principalmente inercial.

### Plano
A proposta de reforma monetária visava lidar somente com a inflação inercial. Inicialmente, seria introduzida uma nova moeda, apelidada de Novo Cruzeiro (NC), que seria indexada à Obrigação Reajustável do Tesouro Nacional (ORTN). A partir da indexação, a conversão entre o Novo Cruzeiro e o Cruzeiro que já estava em circulação seria revisada diariamente. O Banco Central deveria, então, garantir a livre conversão entre as moedas em circulação. O plano previa a manutenção de um câmbio fixo, com os valores do Novo Cruzeiro permanecendo fixos em relação as moedas estrangeiras, enquanto o valor do Cruzeiro fosse reajustado. Dali em diante, as transações efetuadas pelo Banco Central no sistema financeiro seriam cotadas em Novos Cruzeiros, e os depósitos bancários seriam convertidos para a nova moeda. Preços governamentais também migrariam para o NC, assim como os contratos com reajustes de ORTN. A conversão de salários seria opcional. Caso fosse escolhida a conversão para Novos Cruzeiros, a base salarial seria calculada a partir da média dos últimos seis salários. Embora o plano não fosse desenhado para propor melhorias salariais, esperava-se que trabalhadores fossem beneficiados, já que os salários sofriam mais com o imposto inflacionário.
As duas moedas circulariam simultaneamente, e os agentes econômicos poderiam voluntariamente aderir ao NC. A teoria pressupõe que seria do interesse dos agentes mudarem para a nova moeda, já que ela estaria protegida da inflação, ao contrário do cruzeiro. Com a redução do uso do cruzeiro, as autoridades deveriam estabelecer uma continuidade de desvalorização da moeda a partir da média da inflação registrada no período em que as duas moedas estavam em vigor. Arida e Lara Resende discorrem também sobre a necessidade de uma "âncora" para evitar novas pressões inflacionárias no Novo Cruzeiro. Entre as possibilidades, eles consideram uma âncora monetária que limitasse o crescimento da quantidade de moeda em circulação, uma taxa de câmbio fixa e uma âncora a partir da taxa de juros.

## Recepção

### Críticas
Mário Henrique Simonsen apontou que combater a inflação inercial seria insuficiente, caso o déficit público e a expansão monetária não fossem controlados. Além disso, ele apontou para dificuldades práticas no controle monetário e na transação conjunta de duas moedas. Por fim, apontou para a experiência húngara em 1946 com uma moeda indexada, cujo resultado fora desastroso, com registro de uma hiperinflação recorde. Eduardo Modiano, por sua vez, apontou que uma alta frequência de reajustes salariais poderia comprometer o objetivo de combate à inflação inercial. Nota-se que a proposta Larida foi amplamente discutida na época de sua concepção, e que as muitas das críticas feitas levaram ao aperfeiçoamento da proposta.

### Influência sobre o Plano Real
A proposta Larida é creditada como uma percursora da segunda fase do Plano Real, que consistiu na implantação da Unidade Real de Valor (URV). As similaridades entre as propostas incluem a presença de uma unidade monetária com indexação plena circulando paralelamente à moeda anterior e a adesão voluntária; além da reforma monetária. A indexação de contratos e depósitos e a vinculação da URV ao dólar foram adotadas conforme prescrição da Larida. Posteriormente, os trabalhos de Arida também recomendariam a utilização de altas taxas de juros para lidar com a liquidez excessiva da dívida pública, o que também foi acatado pela equipe do Plano Real, da qual ambos Pérsio Arida e André Lara Resende fizeram parte.
Algumas mudanças foram feitas em relação a proposta original. A URV, ao contrário do proposto na Larida, era inicialmente somente uma unidade de conta, e não uma nova moeda; com exceção das últimas semanas de circulação da URV, os preços finais das transações eram obrigatoriamente expressos em Cruzeiro, ideia de Gustavo Franco para introduzir "custos de menu". Além disso, a URV vinculava-se a três índices de mensuração inflacionária (IGP-M, IPCA-E e IPC-Fipe) para definir os reajustes em relação ao Cruzeiro. No Plano Real, os salários foram indexados à URV.